# Gabriel Gómez Michel
Gabriel Gómez Michel (24 de marzo de 1965 – 22 o 23 de septiembre de 2014) fue un político y doctor mexicano, miembro del Partido Revolucionario Institucional, fue diputado federal de 2012 hasta su asesinato en 2014.

## Biografía
Gabriel Gómez Michel era Médico Cirujano y Partero con especialidad en Pediatría egresado de la Universidad de Guadalajara, institutición donde también ejerció la docencia de 1987 a 2010, así como en la Escuela de Enfermería del Instituto Mexicano del Seguro Social en Guadalajara de 1990 a 1991. Se dedicó de forma particular además del ejercicio de su profesión a la producción de caña de azúcar, motivo por el cual fue miembro del ejido El Grullo y de la Confederación Nacional Campesina.
Inició actividades políticas como miembro del Partido Verde Ecologista de México en 2001 al ser electo regidor suplente del ayuntamiento de El Grullo, en 2004 fue elegido regidor propietaro ejerciendo el cargo hasta 2006. En 2010 fue elegido Presidente municipal de El Grullo, culminando su periodo en 2012; año en el cual fue postulado y electo diputado federal en representación del Distrito 18 de Jalisco a la LXII Legislatura, al asumir el cargo dejó su militancia en el PVEM y pasó a la bancada del PRI.
En la Cámara de Diputados se desempeñó como secretario de la comisión de Derechos Humanos, y como integrante de las comisiones de Ganadería, Medio Ambiente y Recursos Naturales, Para impulsar la agroindustria de la palma de coco y productos derivados y de Marina.

### Secuestro y asesinato
El 22 de septiembre de 2014 fue secuestrado por desconocidos en Tlaquepaque mientras se dirigía al Aeropuerto Internacional de Guadalajara de Guadalajara, hecho posteriormente confirmado por el líder de los diputados del PRI, Manlio Fabio Beltrones; al día siguiente, 23 de septiembre, su cuerpo fue localizado calcinado junto al de su amigo Heriberto Núñez Ramos en el interior de su camioneta en las cercanías de las población de Apulco, al sur del estado de Zacatecas; hecho condenado por las Cámara de Diputados el mismo día.
El mismo día, el fiscal general de Jalisco confirmó que habría sido secuestrado el día 22 y mostró imágenes captadas del momento del secuestro.